# Gösta Tönne (musiker)
Gösta Valdemar Törnblad, känd som Gösta Tönne, född 16 juni 1906 i Helsingborgs stadsförsamling i dåvarande Malmöhus län, död 28 februari 1969 i Helsingborgs Maria församling, var en svensk jazzmusiker (trumpetare) och orkesterledare.
"När Harry Arnold var kung på Amiralen och Gösta Tönne ledde styrkorna på Arena" är ett citat som ger en träffande bild av jazzsituationen i 1940- och 1950-talets Malmö. 
Dansrestaurangen Arena låg vid Regementsgatan, ungefär där Kronprinsen senare byggdes, och var vid sidan av Folkets Parks Amiralen en välkänd jazzarena, där trumpetaren Gösta Tönne under flera år ledde ett husband. 
Gösta Tönne hade senare en dansrestaurang vid namn Aveny i Helsingborg, belägen i samma byggnad som Helsingborgs Dagblad. Här debuterade sångaren och klarinettisten Östen Warnerbring.
Tönne medverkade tidigt vid skivinspelningar med Helsingborgsorkestern Redvitt band, bevarad på ett flertal 78-varvsskivor av märket Columbia. Med egen orkester gjorde han inga kommersiellt utgivna skivor, men en så kallad lackskiva med hans musik finns bevarad i privat ägo. Den var från början knappt hörbar men har omsorgsfullt restaurerats, då den anses ha "stort jazzhistoriskt värde". Skivan innehåller Stan Kentons Painted Rhythm och är inspelad på Arena i oktober 1946.
I filmen Rännstensungar från 1944 framträder Gösta Tönne som sjungande gårdsmusikant med melodin Här har du gammelvals, skriven av Ernfrid Ahlin med text av signaturen Roland.
En utställning på Limhamns museum i Malmö 2007 tog besökarna tillbaka till "det Jazzmalmö, där dansställena Amiralen och Arena med Harry Arnold respektive Gösta Tönne som de största namnen, var de två viktigaste spelplatserna".